# Hâpy
Ne doit pas être confondu avec Hâpi, génie à tête de singe de la mythologie égyptienne
Hâpy est la personnification divine du Nil dans la mythologie égyptienne. Davantage qu'une simple allégorie du fleuve, Hâpy personnifie plus spécifiquement les phénomènes naturels qui lui sont (ou étaient, avant la construction du haut barrage d'Assouan) associés : la crue en pleine saison sèche et la fertilisation annuelle des sols, auxquelles les Égyptiens ne pouvaient attribuer d'explication rationnelle.

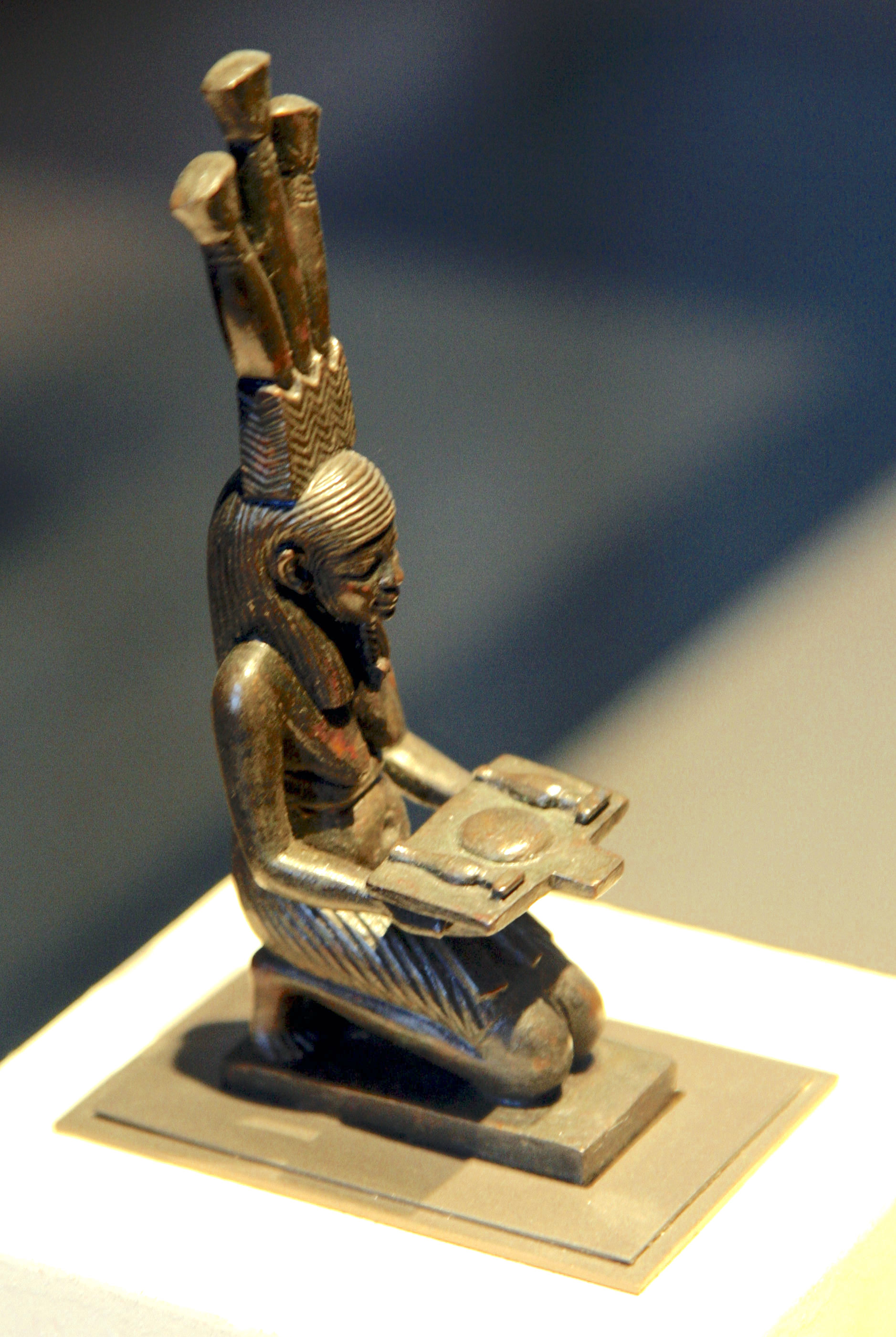
Hâpy, génie du Nil, à genoux, pagne, fausse barbe enroulée, fourré de papyrus, présentant une table d'offrandes. Alliage cuivreux, Basse Époque (664-332 AEC)

Hâpy était représenté sous les traits d'un personnage aux formes androgynes. Si son corps est masculin, il n'en a pas moins deux mamelles qui assurent la prospérité aux Égyptiens. Son ventre est proéminent et gras, et il porte sur la tête un panache de plantes du Nil. Il est souvent représenté sous la forme duale de jumeaux,  l'un portant sur la tête des tiges de papyrus  (symbole de la Basse-Égypte) et l'autre portant un nénuphar (type de lotus symbole de la Haute-Égypte).
Il pouvait aussi être représenté avec une tête d'hippopotame, toujours sous sa forme hermaphrodite. 
Selon la légende, Hâpy vivait dans deux endroits cachés. Le premier se situait sous la première cataracte du Nil, près d'Éléphantine. De là, il versait le contenu de deux jarres pour faire monter les eaux de Haute-Égypte. L'autre lieu était situé en Basse-Égypte près de Memphis, et servait à approvisionner le delta en eau féconde. Les Égyptiens attribuaient à Hâpy la force vitale du Nil qui provenait en fait du limon noir qu'il transporte et qui fertilisait les rives du fleuve et apportait sa richesse à l'Égypte. Il est également, par extension, le symbole de la prospérité et de la fécondité.
Chaque année, le Nil débordait de son lit pour fertiliser les rives asséchées par le climat aride de l'Égypte. Le limon qu'il transportait rendait possible leur culture. Symbole de ces crues annuelles, Hâpy, avait un rôle prépondérant dans la vie des Égyptiens de l'antiquité : du niveau de ces crues dépendait la survie de ce peuple, qui était aussi bien touché par des crues trop faibles (qui ne permettaient pas l'irrigation des cultures) que par des débordements excessifs qui provoquaient des inondations.
Pour s'attirer les bonnes grâces du dieu fleuve, les Égyptiens lui donnaient de grandes quantités d'offrandes. Sur le mur des temples, on le trouve représenté devant des tables d'offrandes, couvertes de produits provenant des différents nomes d'Égypte. Dans ces représentations, il porte sur la tête le symbole de la région correspondante.
Lors de sa fête annuelle, le droit de chasser et de manger la chair des hippopotames était accordé au peuple d'Égypte, privilège des prêtres de ses temples le reste de l'année, permettant ainsi de réguler leur population.
Simple composition littéraire ou chant liturgique dédié à Hâpy, l'hymne au Nil est un éloge de la nature, qui faisait partie des œuvres enseignées aux élèves scribes.